# 1808 w literaturze
Wydarzenia literackie w 1808 roku.

## Nowe książki
- polskie

- zagraniczne
  - Sophia Bouverie
    - Lord Hubert of Arundel
    - St. Justin

  - James Norris Brewer – Mountville Castle
  - Stéphanie Félicité – The Earl of Cork
  - Sarah Green – Tankerville Family
  - Elizabeth Hamilton – The Cottagers of Glenburnie
  - Anthony Frederick Holstein – Sir Owen Glendowr
  - Heinrich von Kleist – The Marquise of O
  - Francis Lathom – The Northern Gallery
  - Caroline Maxwell – Alfred of Normandy
  - Charles Maturin – The Wild Irish Boy
  - Henrietta Rouviere Mosse – The Old Irish Baronet
  - Henrietta Sykes – Margiana
  - Elizabeth Thomas – The Husband and Wife
  - Anne Trelawney
    - Characters at Brighton
    - Offspring of Mortimer

  - R.P.M. Yorke – Valley of Collares
  - Mary Julia Young – The Star of Fashion

## Nowe dramaty
- polskie

- zagraniczne
  - Johann Wolfgang von Goethe – Faust (pierwsza część)
  - Heinrich von Kleist
    - Penthesilea
    - Der zerbrochne Krug

  - Adam Gottlob Oehlenschläger – Hakon Jarl

## Nowe poezje
- polskie

- zagraniczne
  - Walter Scott – Marmion

## Nowe prace naukowe
- polskie

- zagraniczne
  - Charles Fourier – The Theory of the Four Movements
  - Jakub Fryderyk Fries – Neue oder anthropologische Kritik der Vernunft
  - Louis Jean Pierre Vieillot – Histoire naturelle des oiseaux de l'Amérique Septentrionale
  - Karl Wilhelm Friedrich von Schlegel – Über die Sprache und Weisheit der Indier

## Urodzili się
- 27 stycznia – David Friedrich Strauss, niemiecki teolog i pisarz
- 4 lutego – Wincenty Dunin-Marcinkiewicz, poeta i dramaturg polsko-białoruski (zm. 1884)
- 5 lutego – Carl Spitzweg, poeta niemiecki
- 16 lutego – Jean Baptiste Gustave Planche, krytyk francuski
- 5 marca – Szymon Konarski, pisarz i działacz polski
- 22 marca – Caroline Norton, angielska poetka i działaczka na rzecz praw kobiet (zm. 1877)
- 25 marca – José de Espronceda, poeta hiszpański
- 22 maja – Gérard de Nerval, poeta i tłumacz francuski
- 17 czerwca – Henrik Wergeland, poeta norweski
- 28 czerwca – James Spedding, pisarz i wydawca angielski
- 8 września – Wendela Hebbe, publicystka i pisarka szwedzka
- 2 listopada – Jules Amédée Barbey d’Aurevilly, nowelista francuski

## Zmarli
- 10 sierpnia – Jan Chrzciciel Albertrandi, tłumacz i pisarz polski, sufragan warszawski
- 5 września – John Home, poeta szkocki
- 13 września – Saverio Bettinelli, pisarz włoski, jezuita
- 4 listopada – Melchiore Cesarotti, poeta i tłumacz włoski